# 斯利夫尼察

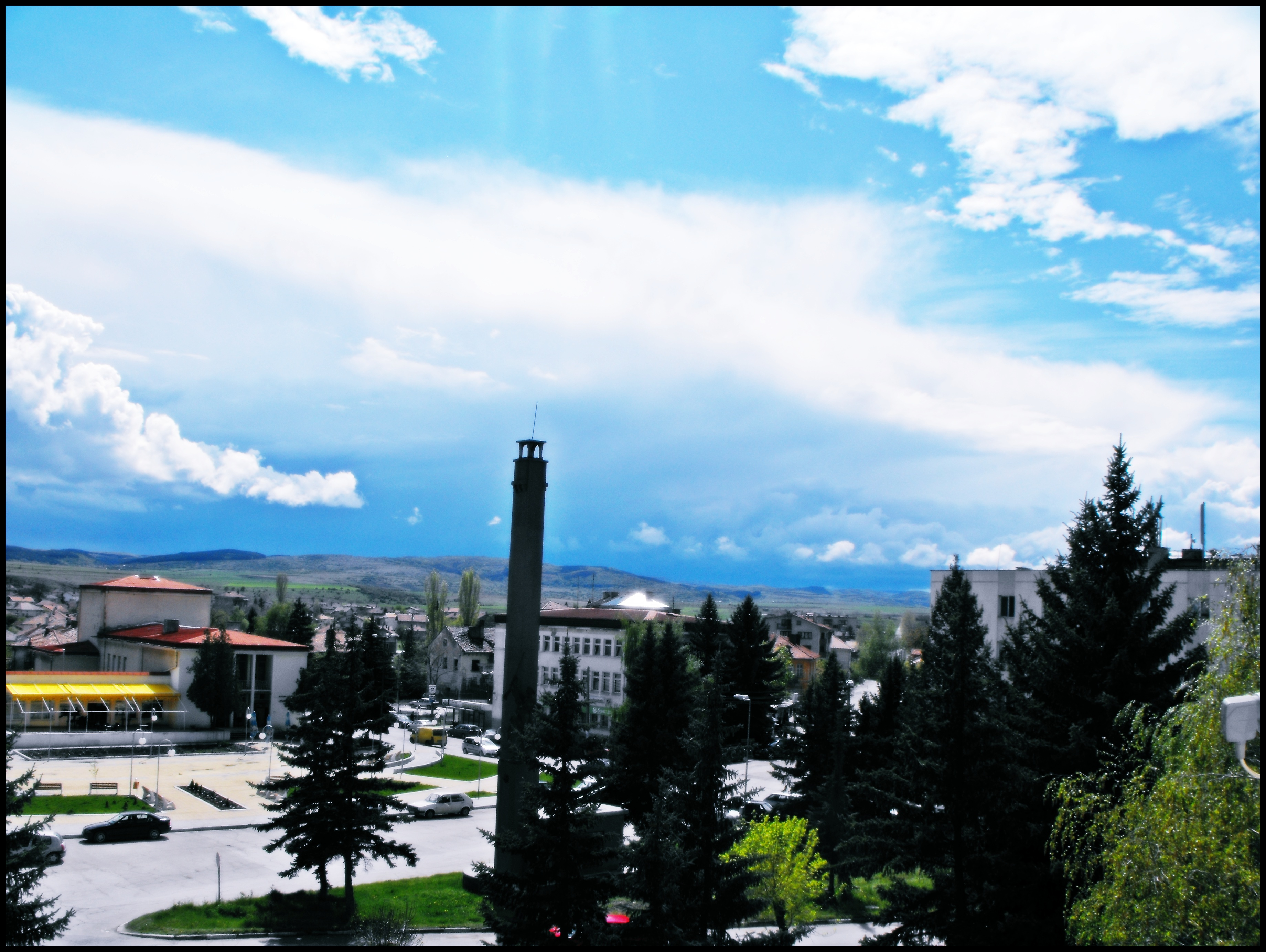
斯利夫尼察和塞爾維亞-保加利亞戰爭的紀念碑

斯利夫尼察是保加利亞西部的一座城市。位於索菲亞的近郊。保加利亞至塞爾維亞的高速公路途經這裡。斯利夫尼察附近的山區有眾多的考古遺跡。市區附近有眾多山峰。斯利夫尼察附近也有眾多道路通過，在交通上有重要位置。